# Partito Comunista della RSS Carelo-Finlandese
Il Partito Comunista della RSS Carelo-Finlandese (in russo Коммунистическая партия Карело-Финской ССР?, Kommunističeskaja partija Karelo-Finskoj SSR) fu la sezione di livello repubblicano del Partito Comunista dell'Unione Sovietica nella Repubblica Socialista Sovietica Carelo-Finlandese durante il periodo di esistenza di quest'ultima, dal 1940 al 1956.
Con la soppressione della RSS e la costituzione della Repubblica Socialista Sovietica Autonoma di Carelia all'interno della RSFS Russa, il partito fu riorganizzato come Comitato di oblast' del PCUS.

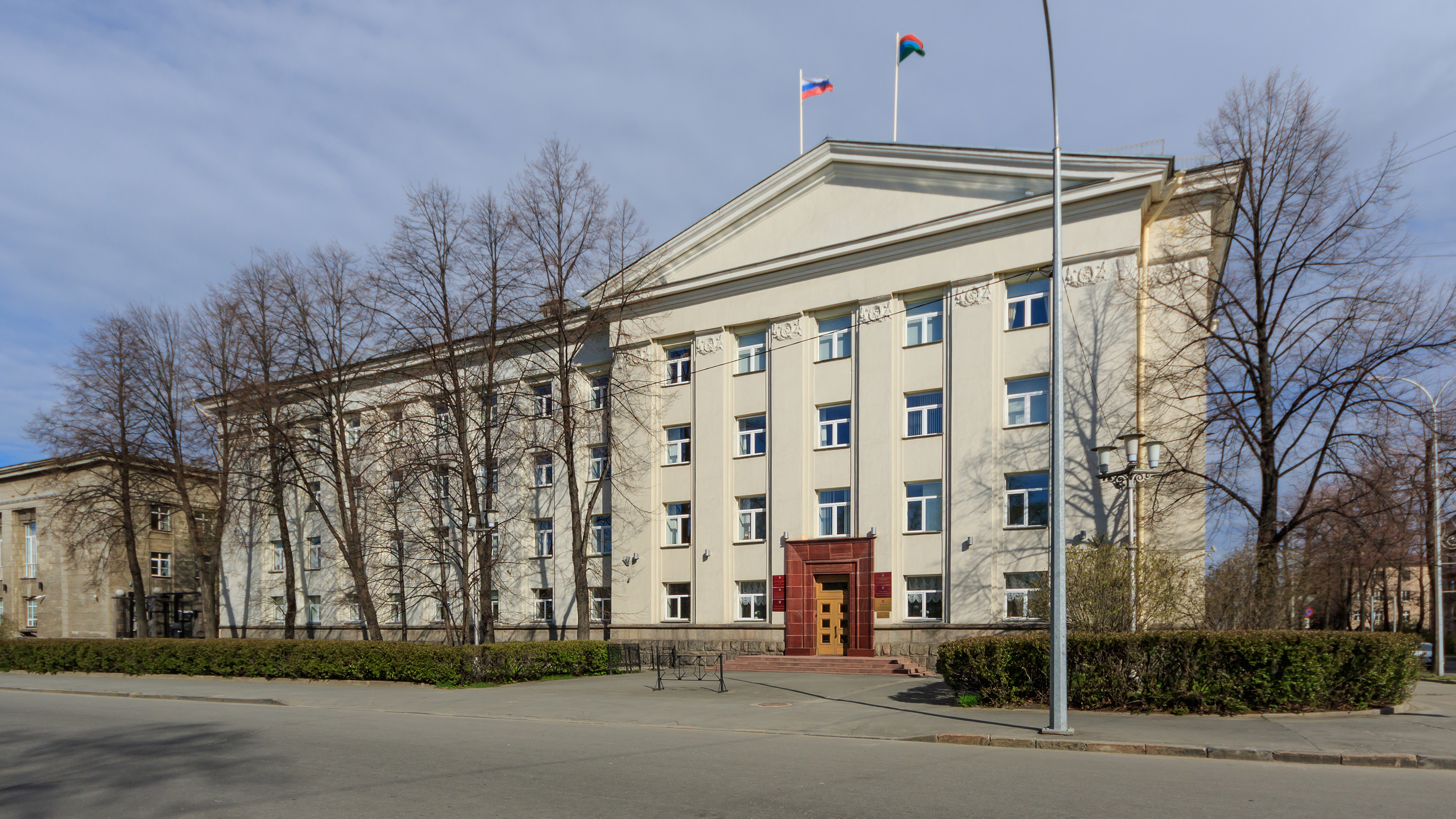
La sede del Partito Comunista Carelo-Finlandese a Petrozavodsk (attuale Russia), che ora ospita l'Assemblea legislativa della Repubblica di Carelia